# Wit-Rusland
Wit-Rusland of Belarus (uitspraak: [bɛlaˈrus]; Russisch en Wit-Russisch: Беларусь, getranslitereerd als Belaroes; Łacinka: Biełaruś), officieel de Republiek Belarus, is een binnenstaat in Oost-Europa. Het land grenst aan Rusland in het noordoosten, aan Oekraïne in het zuiden, aan Polen in het westen en aan Litouwen en Letland in het noordwesten. De hoofdstad is Minsk.
Wit-Rusland was samen met Rusland, Oekraïne en Transkaukasië een van de oorspronkelijke sovjetrepublieken. Het land verklaarde zich op 25 augustus 1991 onafhankelijk, na het uiteenvallen van de Sovjet-Unie.

## Naam
De benaming Belarus, met de klemtoon op de laatste lettergreep, is afkomstig van de Russische woorden Белая (Belaja, dat wit betekent) en Русь (Land van de Roes, Roethenië), een oude historische benaming voor het gebied waar Oost-Slaven woonden (waar ook Rusland van afgeleid is). Dit gebied werd traditioneel onderverdeeld in Wit-Roethenië (grotendeels het huidige Wit-Rusland), Zwart-Roethenië (een gebied in het zuidwesten van Wit-Rusland), en Rood-Roethenië (een gebied in Polen en Oekraïne). Later werd de naam Roethenië beperkt tot het huidige gebied Oblast Transkarpatië in Oekraïne. De Nederlandse benaming Wit-Rusland is derhalve een letterlijke vertaling van Belarus. In officiële teksten wordt in het Nederlands de naam Belarus gebruikt.
Het land zelf gebruikt sinds 1991 de naam Belarus. De naam Wit-Rusland wordt door een kleine groep als ongewenst beschouwd omdat deze te veel refereert aan buurland Rusland, hetgeen de suggestie kan wekken dat het land onderdeel zou zijn van Rusland.

## Geschiedenis

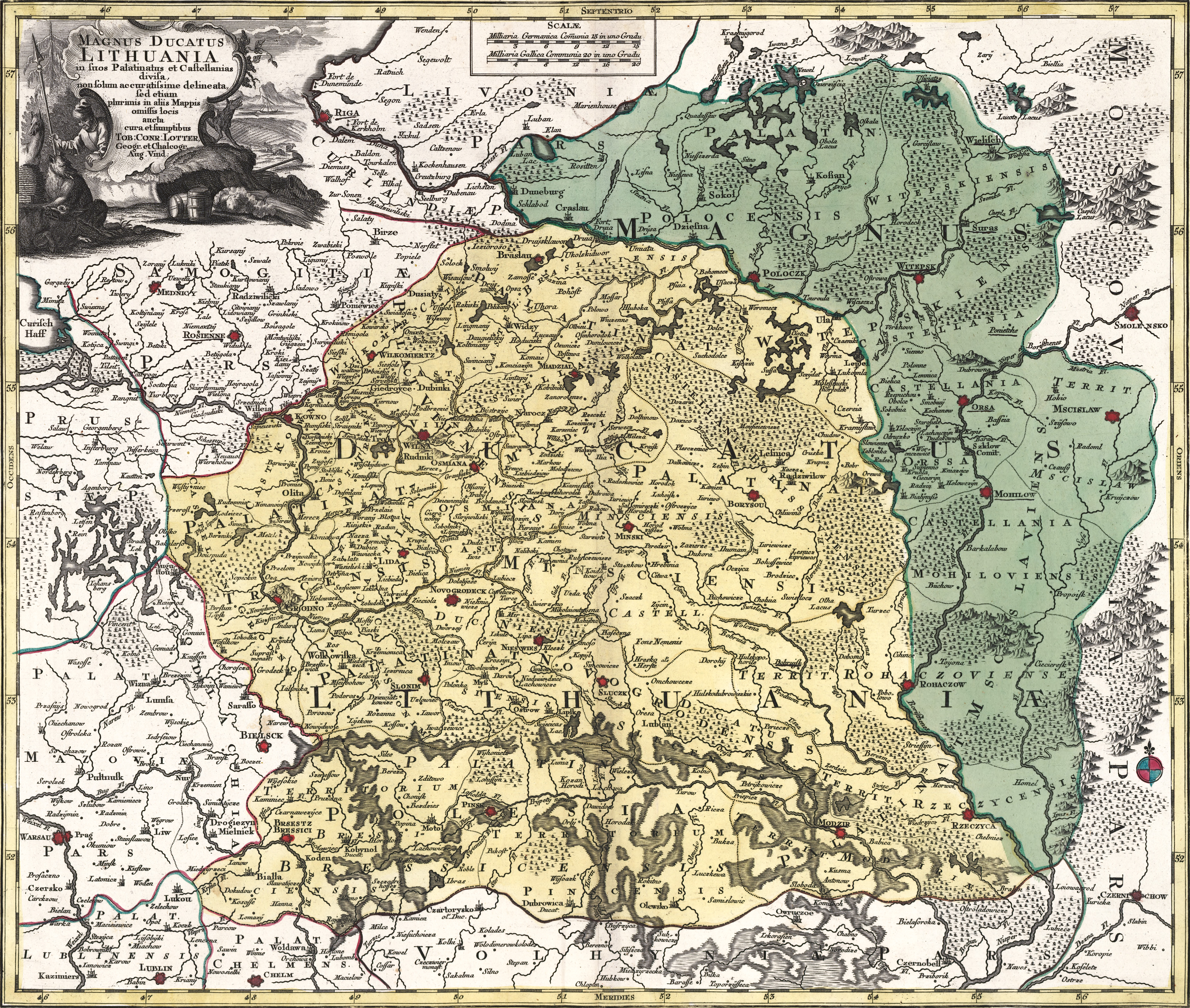
Magnus Ducatus Lithuania, Tobias Lotter, 1780

De Wit-Russische gebieden maakten sinds de veertiende eeuw deel uit van het Groothertogdom Litouwen. Toen dat land in 1569 samen met Polen een nieuwe staat vormde, werd Wit-Rusland onderdeel van dit Pools-Litouwse Gemenebest. Met de Poolse Delingen (1773/1793/1795) kwam het gebied aan het Keizerrijk Rusland en in 1922 werd het onder de naam Wit-Russische SSR een deelstaat van de Sovjet-Unie. Wit-Rusland is zeer zwaar getroffen in de Tweede Wereldoorlog. Het aantal dodelijke slachtoffers was in percentage hoger dan in het zwaarst getroffen zelfstandige land, Polen. Volgens de Russische historicus Vadim Erlikman kwamen 2,29 miljoen Wit-Russen om het leven, 25,3% van de bevolking (Polen 17,2%). In 1990/1991 maakte Wit-Rusland zich los van de Sovjet-Unie en richtte samen met andere voormalige sovjetrepublieken het Gemenebest van Onafhankelijke Staten op. In 1994 kwam de huidige president Aleksandr Loekasjenko via democratische verkiezingen aan de macht. Hij was tegen het uiteenvallen van de Sovjet-Unie en maakt zich onder andere sterk voor een Euraziatische Unie.

## Geografie

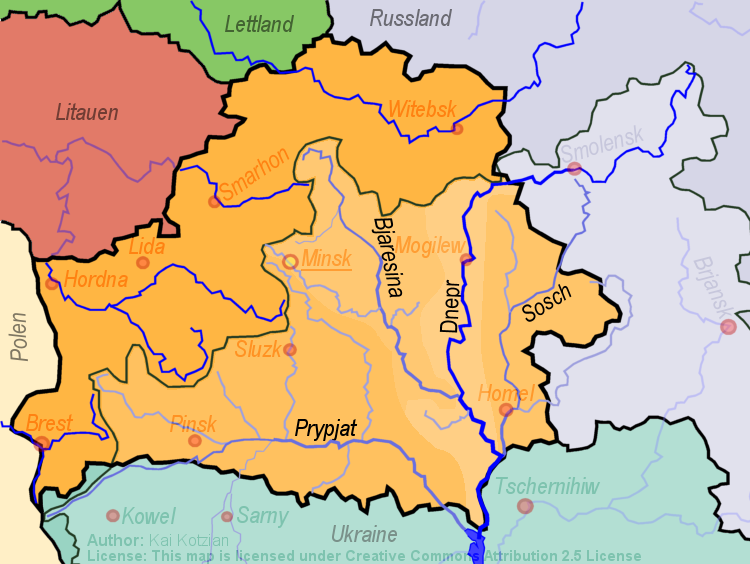
Kaart van Wit-Rusland met de belangrijkste rivieren en plaatsen

Wit-Rusland is met een oppervlakte van 207.600 km², waarvan 4700 km² water, ongeveer vijf maal zo groot als Nederland.
In totaal is de Wit-Russische grens 3098 km lang. Dat bestaat uit 141 km met Letland, 502 km met Litouwen, 605 km (of 418 km) voor de grens met Polen, 891 km met Oekraïne, maar het grootste deel - 959 km - met Rusland. Het is geheel door land omsloten en heeft dus geen kust of zeehavens.
Het is een vlak land, het ligt gemiddeld op zo'n 160 meter boven zeeniveau en van de hoogste berg, de Dzjarzjynskaja hara, ligt de piek op 345 meter boven de zeespiegel. Van het landoppervlak is ruim 40% geschikt voor agrarische doeleinden en ook ruim 40% van het land is met bos bedekt. Van de beroepsbevolking is zo'n 10% werkzaam in de primaire sector. Het land ligt op de grens van een land- en zeeklimaat, met koude winters en koele en natte zomers.
Wit-Rusland kreeg zijn huidige vorm in 1946 (toen nog Wit-Russische SSR geheten).

### Steden
Enkele steden in Wit-Rusland zijn:
- Babruisk
- Borisov
- Brest
- Hrodna
- Homel
- Mahiljoŭ
- Minsk (hoofdstad)
- Polotsk
- Vitebsk

### Rivieren
Rivieren in Wit-Rusland zijn:
- Dnjepr
- Memel
- Pripjat
- Westelijke Dvina

## Bestuurlijke indeling
Bestuurlijk is Wit-Rusland opgedeeld in zes oblasten (provincies) en de hoofdstad Minsk. De oblasten zijn onderverdeeld in rajons (districten).
De huidige indeling is opgezet in 1957 als oblasten. Na de onafhankelijkheid werd deze indeling uit het Sovjet-tijdperk overgenomen, met als enig verschil dat het Russische oblast werd veranderd in het Wit-Russische voblast.

## Politiek
Hoewel er formeel een volksvertegenwoordiging en een gekozen president is, wordt Wit-Rusland toch over het algemeen gezien als een autocratie of dictatuur onder president Loekasjenko. Kritiek op het staatshoofd is ten strengste verboden en wordt bestraft. De verkiezingen worden openlijk georkestreerd en burgerlijke vrijheden zijn beperkt. Na enige versoepeling van de regels teneinde betere betrekkingen met de Europese Unie en de Verenigde Staten te bewerkstelligen, heeft de regering deze in 2018 teruggedraaid, door beperkingen aan journalisten, online media en demonstraties op te leggen om zo de controle te vergroten. De persvrijheid is zeer beperkt. Bij Verslaggevers Zonder Grenzen stond Wit-Rusland ver onderaan op plaats 153 van de in totaal 180 beoordeelde landen.
De Wit-Russische KGB is nog een belangrijke steunpilaar van de huidige regering. Een van de voorlopers van die geheime dienst is de Tsjeka en de Wit-Russische regering stimuleert de verering van de eerste leider van deze organisatie. Deze Feliks Edmoendovitsj Dzerzjinski geldt in Wit-Rusland als nationale held.
- Staatshoofd: president Aleksandr Loekasjenko (sinds 1994)
- Minister-president: Roman Golovtsjenko (sinds 2020)

### President

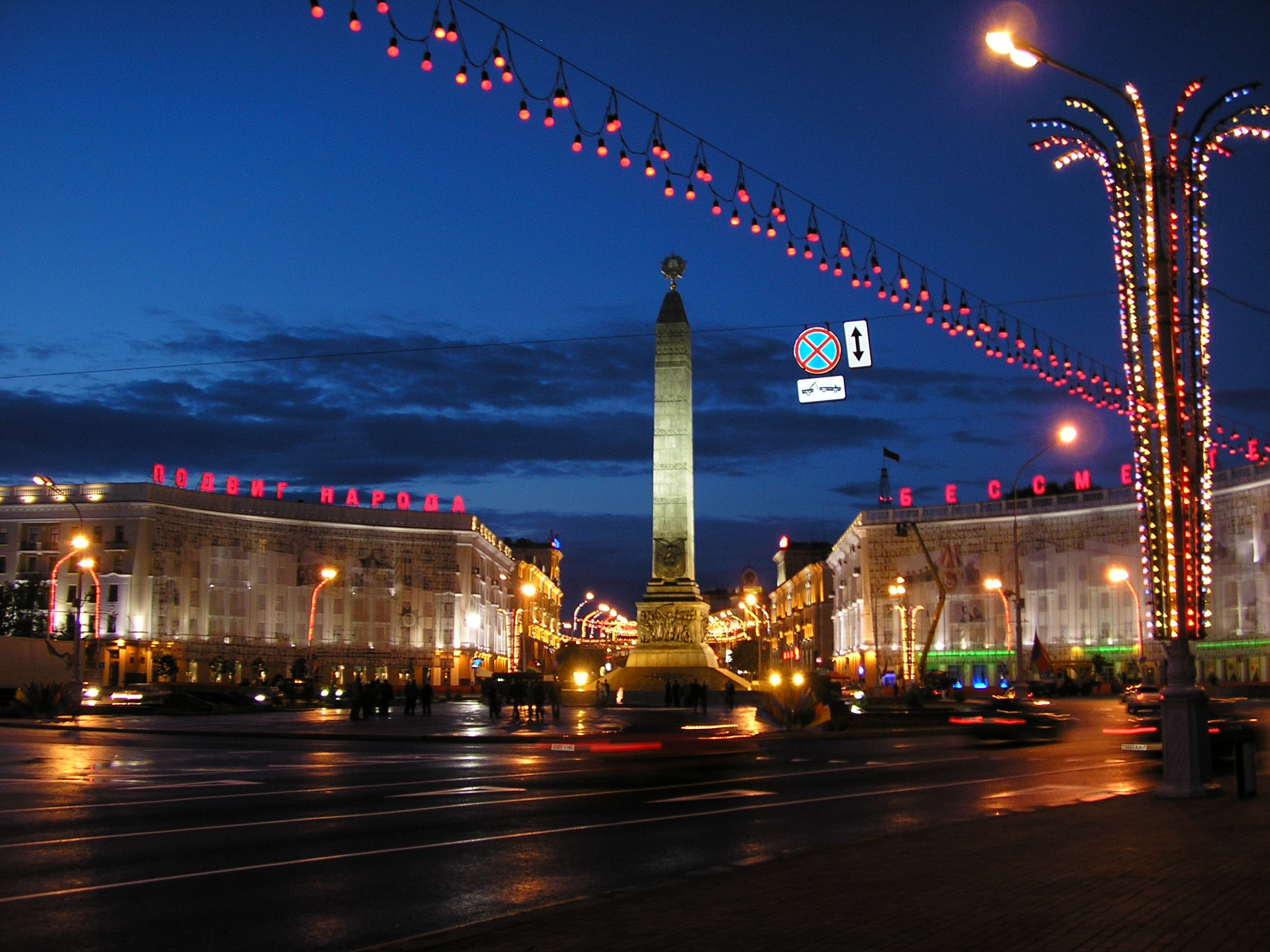
Het Plein van de Overwinning tegen het Fascisme in Minsk

Het staatshoofd van Wit-Rusland is de president, die op directe wijze wordt gekozen voor een periode van vijf jaar.
Loekasjenko werd in 1994 tot president gekozen en liet zijn ambtstermijn in 1996 via een referendum verlengen tot 2001. In 2001 werd hij herkozen met 75,65% van de stemmen en 15,65% voor de tegenkandidaat Oeladzimir Hontsjaryk en 2,48% voor Sjarhej Hajdoekevitsj. De oppositie stelde echter dat een derde van de stemmen vervalst was.
Omdat een president volgens de Wit-Russische grondwet niet meer dan twee termijnen aan de macht mag zijn, hield Loekasjenko op 21 oktober 2004 (dezelfde dag als de parlementsverkiezingen) een referendum waarin hij het volk vroeg een grondwetswijziging door te voeren om de termijnenlimiet af te schaffen. Een ruime meerderheid van de bevolking (79,42%) was vóór de grondwetswijziging die daarna werd doorgevoerd. Internationale waarnemers oordeelden dat er gefraudeerd was.
Op 19 maart 2006 won Loekasjenko de presidentsverkiezingen met meer dan 80% van de stemmen. Ook deze uitslag is volgens sommige onafhankelijke waarnemers vervalst. De dagen na de verkiezingen verzamelden duizenden demonstranten zich op het Oktoberrevolutieplein in Minsk. De ordebewakers van gemeentelijke politie en federale KGB verjoegen de demonstranten na enkele dagen met veel geweld van het plein. De presidentsverkiezingen van 2010 gingen gepaard met grove tegenwerking van de campagne van de oppositie, het niet toelaten van waarnemers en stemfraude. Ook in 2015 won Loekasjenko met dezelfde tactieken.
In 2020 wist Loekasjenko opnieuw, door middel van grootschalige fraude, met meer dan 80% van de stemmen de verkiezingen te winnen. De enig toegelaten tegenkandidaat Svetlana Tichanovskaja kreeg volgens de telling minder dan 10% van de stemmen. Dit leidde tot massale burgerprotesten. De veiligheidstroepen van de dictator reageerden met grootschalig terreur tegen de eigen bevolking om de demonstraties te beëindigen. De bekendste oppositieleiders, onder wie Tichanovskaja, vluchtten naar het buitenland, voor zover zij niet al gevangen zaten.
Loekasjenko wordt sinds de valse verkiezingen van 2020 door steeds meer landen en door de Europese Unie als onwettige president bestempeld. Tichanovskaja wordt regelmatig uitgenodigd door Europese regeringen en parlementen om te komen praten als vertegenwoordiger van het Wit-Russische volk over de situatie in het land en over mogelijke sancties.
In januari 2025 werd Loekasjenko voor de zevende keer gekozen zonder echte concurrentie. Alle belangrijke politieke tegenstanders zitten in de gevangenis of zijn in ballingschap. De EU bestempelde de verkiezing al voor de stemming als een ‘schijnvertoning’. Bij een opkomst van 85,7% kreeg hij 86,8% van de stemmen.

### Premier en Raad van Ministers
De premier is voorzitter van de Raad van Ministers. De leden moeten lid zijn van het parlement en worden door de president benoemd.

### Volksvertegenwoordiging
De volksvertegenwoordiging (Nationale Assemblée) bestaat uit een lagerhuis en een hogerhuis. Het lagerhuis heet Huis van Afgevaardigden en bestaat uit 110 leden. Daarnaast is er een uit 64 leden bestaand hogerhuis, de Raad van de Republiek. De leden van het Huis van Afgevaardigden worden voor een periode van vier jaar gekozen. 56 leden van de Raad van de Republiek worden indirect gekozen, terwijl 8 door de president worden benoemd.

### Rechterlijke macht
De rechterlijke macht bestaat uit het Hooggerechtshof, (speciale) rechtbanken en het Constitutioneel Hof.
Wit-Rusland is het enige Europese land dat nog steeds de doodstraf kent. Hoewel er stappen worden ondernomen om de doodstraf af te schaffen, voert Wit-Rusland ook nog steeds executies uit. De doodstraf wordt vaak opgelegd na een oneerlijke rechtszaak en marteling komt voor om bekentenissen te verkrijgen. Daarnaast weten zowel de gevangenen zelf als hun familie niet wanneer de voltrekking van de doodstraf zal plaatsvinden, waardoor beide in voortdurende angst voor het moment van executie verkeren. Alle informatie over de doodstraf in Wit-Rusland wordt geheimgehouden. Er zijn geen statistieken te verkrijgen over het aantal executies. Volgens Amnesty International krijgen familieleden enkele dagen na de executie een brief thuisgestuurd met het bericht dat de gevangene is geëxecuteerd. Executies worden uitgevoerd door een kogel in het achterhoofd.

### Politieke partijen
De macht en invloed van politieke partijen in Wit-Rusland is zeer gering. Het parlement bestaat grotendeels uit "partijlozen" die achter het beleid van Loekasjenko staan. Daarnaast zijn er drie partijen in het parlement die het regeringsbeleid steunen:
- Communistische Partij van Wit-Rusland (3 zetels)
- Agrarische Partij van Wit-Rusland (1 zetel)
- Republikeinse Partij van de Arbeid en Gerechtigheid (1 zetel)

Partijen die niet in het parlement vertegenwoordigd zijn, maar wel achter het beleid van Loekasjenko staan:
- Wit-Russische Socialistische Sportieve Partij
- Republikeinse Partij van de Arbeid en Gerechtigheid
- Liberaal-Democratische Partij van Wit-Rusland

De oppositie is niet in het parlement vertegenwoordigd. De belangrijke alliantie van oppositiepartijen is de Verenigde Democratische Krachten, bestaande uit vijf partijen, zoals het Wit-Russisch Volksfront en de Verenigde Burgerspartij van Wit-Rusland.

## Bevolking

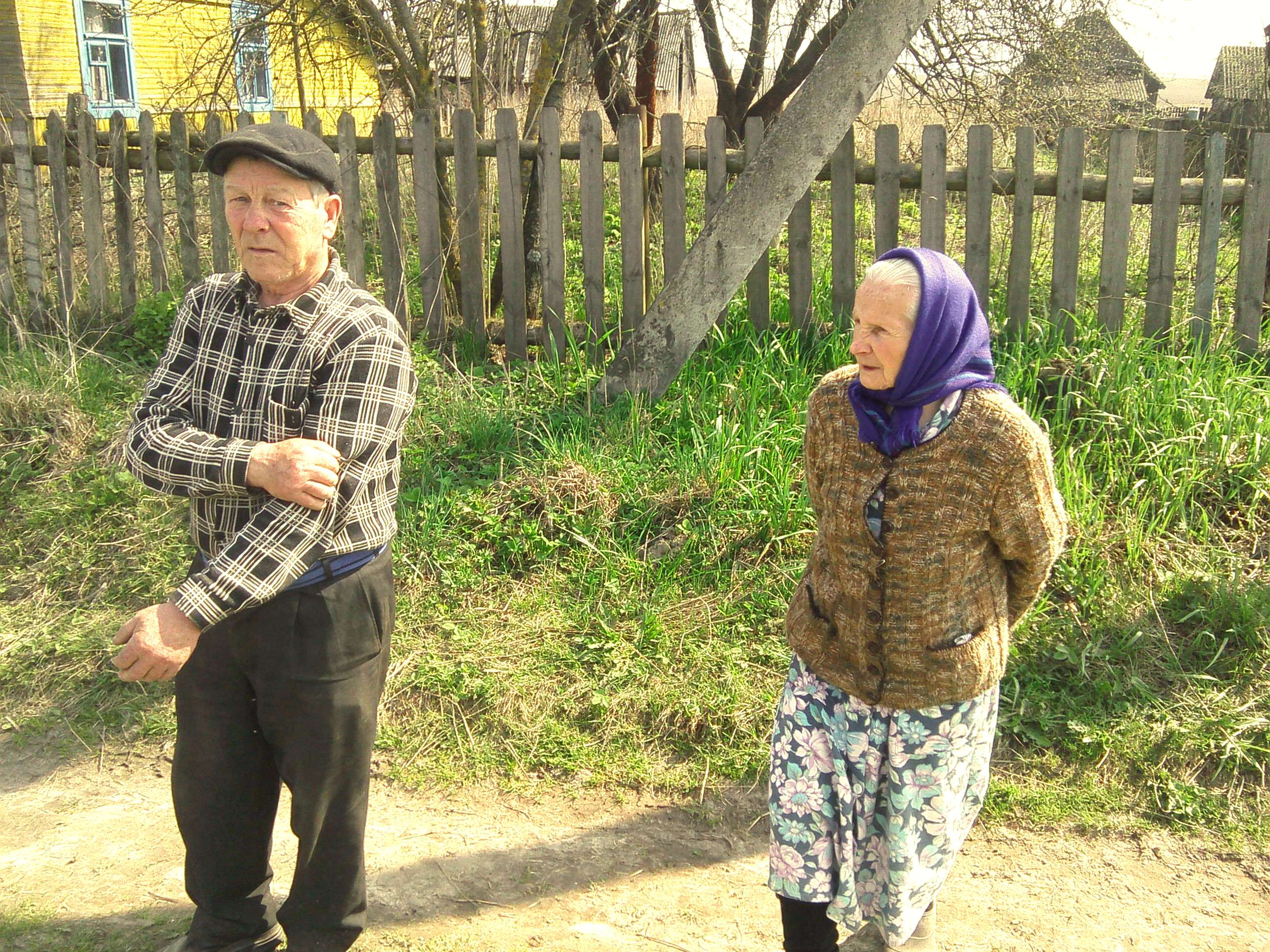
Oudere Wit-Russen op het platteland (2014)

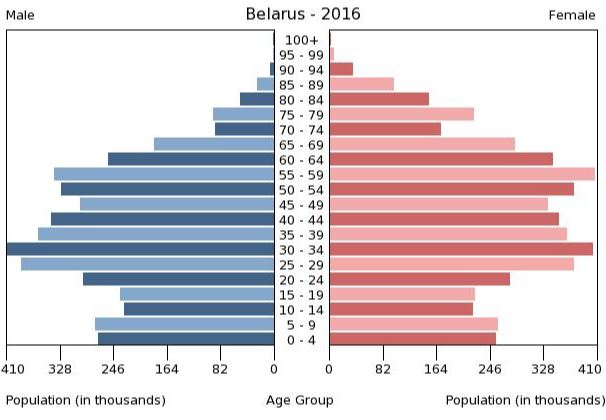
De bevolkingspiramide van Wit-Rusland (2016)

Volgens de meest recente statistieken telde Wit-Rusland op 1 januari 2020 zo'n 9,408 miljoen inwoners. Het aantal inwoners bereikte een hoogtepunt in het jaar 1994: het land telde toen 10.243.500 inwoners. Het inwonersaantal is tussen 1994 en 2020 met ruim 800.000 personen afgenomen. Vooral de bevolking op het Wit-Russische platteland loopt in een rap tempo terug. In 1940, kort voor de bezetting van Wit-Rusland door nazi-Duitsland, woonden er ruim 7 miljoen mensen op het platteland, terwijl dat aantal in 2018 slechts 2 miljoen personen bedroeg. Een gemiddeld Wit-Russisch dorpje telde in de 21e eeuw slechts 89 inwoners, voornamelijk gepensioneerden.
Wit-Rusland is het zwaarst getroffen land in de Tweede Wereldoorlog. Gedurende deze oorlog werden 209 steden en 9200 dorpen vernield en kwamen ruim 2,2 miljoen personen te overlijden. Het inwonersaantal daalde van 10,2 miljoen in 1939 tot een dieptepunt van een 7,7 miljoen in 1945 (bijna een kwart van de bevolking).
| Jaar | Wit-Rusland (totaal) | Plattelands- bevolking | Stedelijke bevolking | Urbanisatie- graad |
| ---- | -------------------- | ---------------------- | -------------------- | ------------------ |
| 1897 | 6.674.000            | 5.774.000              | 900.000              | 13%                |
| 1913 | 6.899.100            | 5.909.000              | 990.100              | 14%                |
| 1940 | 9.046.100            | 7.121.600              | 1.924.500            | 21%                |
| 1950 | 7.709.000            | 6.089.500              | 1.619.500            | 21%                |
| 1960 | 8.147.400            | 5.542.300              | 2.605.100            | 32%                |
| 1970 | 8.992.200            | 5.101.600              | 3.890.600            | 43%                |
| 1980 | 9.591.800            | 4.230.300              | 5.361.500            | 56%                |
| 1990 | 10.188.900           | 3.457.000              | 6.731.900            | 66%                |
| 2000 | 10.002.500           | 3.035.100              | 6.967.400            | 70%                |
| 2010 | 9.500.000            | 2.422.900              | 7.077.100            | 74%                |
| 2018 | 9.492.000            | 2.078.700              | 7.413.300            | 78%                |

### Demografische situatie

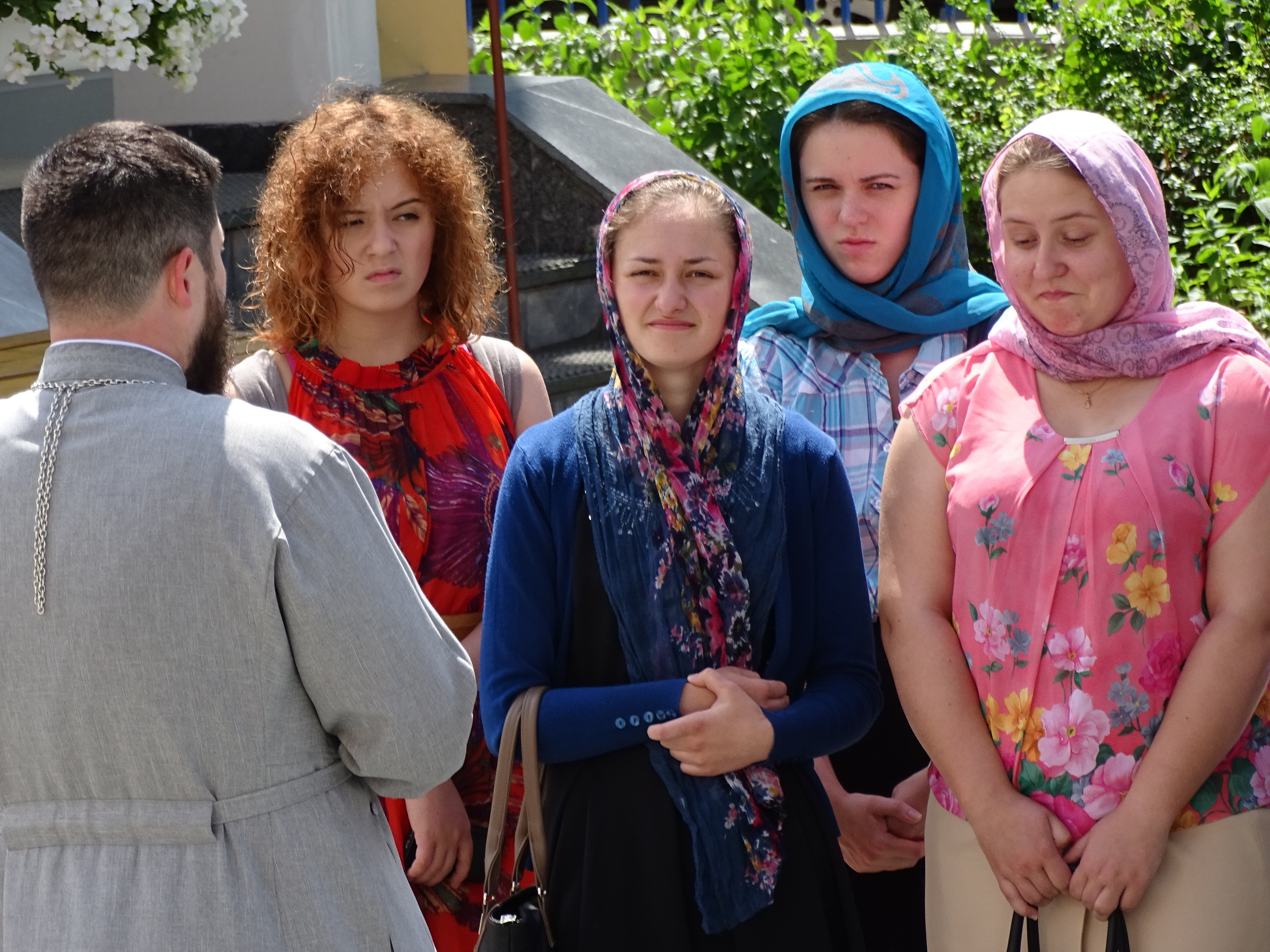
Priester met vrouwelijke gelovigen in Brest

Wit-Rusland kampt sinds 1993 met een negatieve natuurlijke bevolkingsgroei. Het geboortecijfer is jarenlang lager dan het sterftecijfer. In 2019 bedroeg het geboortecijfer 9,3‰, het sterftecijfer ongeveer 12,8‰ en de natuurlijke bevolkingskrimp 3,5‰.
| Jaar | Bevolking (×1000) | Geboorte- cijfer (‰) | Sterfte- cijfer (‰) | Geboorte- overschot (‰) | Gemiddeld aantal kinderen per vrouw |
| ---- | ----------------- | -------------------- | ------------------- | ----------------------- | ----------------------------------- |
| 2019 | 9.452             | 9,3                  | 12,8                | −3,5                    | 1,40                                |
| 2012 | 9.464             | 12,2                 | 13,4                | -1,2                    | 1,62                                |
| 2007 | 9.561             | 10,8                 | 13,9                | −3,1                    | 1,42                                |
| 2002 | 9.866             | 9,0                  | 14,9                | -5,9                    | 1,24                                |
| 1997 | 10.118            | 8,9                  | 13,5                | −4,7                    | 1,25                                |
| 1992 | 10.217            | 12,5                 | 11,4                | +1,1                    | 1,76                                |
| 1987 | 10.111            | 16,2                 | 9,9                 | +6,2                    | 2,04                                |
| 1982 | 9.804             | 16,3                 | 9,6                 | +6,7                    | 2,02                                |
| 1977 | 9.463             | 15,7                 | 8,9                 | +6,8                    | 2,11                                |
| 1972 | 9.178             | 16,1                 | 7,8                 | +8,3                    | 2,36                                |
| 1967 | 8.800             | 16,8                 | 7,0                 | +9,8                    | 2,26                                |
| 1962 | 8.385             | 22,1                 | 7,8                 | +14,9                   | 2,57                                |
| 1957 | 7.936             | 25,3                 | 7,3                 | +18,3                   | 2,90                                |

### Bevolkingssamenstelling
Wit-Russen vormen de grootste bevolkingsgroep, gevolgd door Russen en Polen. In het westen leeft een kleine minderheid van Lipka-Tataren, terwijl de Roma verspreid over Wit-Rusland wonen.
|            |  |        |  |       |  |            |
| Wit-Russen |  | Russen |  | Polen |  | Oekraïners |

| Etnische groep       | volkstelling van 1959 | volkstelling van 1959 | volkstelling van 1970 | volkstelling van 1970 | volkstelling van 1979 | volkstelling van 1979 | volkstelling van 1989 | volkstelling van 1989 | volkstelling van 1999 | volkstelling van 1999 | volkstelling van 2009 | volkstelling van 2009 |
| Etnische groep       | Aantal                | %                     | Aantal                | %                     | Aantal                | %                     | Aantal                | %                     | Aantal                | %                     | Aantal                | %                     |
| -------------------- | --------------------- | --------------------- | --------------------- | --------------------- | --------------------- | --------------------- | --------------------- | --------------------- | --------------------- | --------------------- | --------------------- | --------------------- |
| Wit-Russen           | 6.532.035             | 81,1                  | 7.289.610             | 81,0                  | 7.567.955             | 79,4                  | 7.904.623             | 77,9                  | 8.158.900             | 81,2                  | 7.957.252             | 83,7                  |
| Russen               | 659.093               | 8,2                   | 938.161               | 10,4                  | 1.134.117             | 11,9                  | 1.342.099             | 13,2                  | 1.141.700             | 11,4                  | 785.084               | 8,3                   |
| Polen                | 538.881               | 6,7                   | 382.600               | 4,3                   | 403.169               | 4,2                   | 417.720               | 4,1                   | 395.700               | 3,9                   | 294.549               | 3,1                   |
| Oekraïners           | 133.061               | 1,7                   | 190.839               | 2,1                   | 230.985               | 2,4                   | 291.008               | 2,9                   | 237.000               | 2,4                   | 158.723               | 1,7                   |
| Joden                | 150.084               | 1,9                   | 148.011               | 1,6                   | 135.450               | 1,4                   | 111.975               | 1,1                   | 27.800                | 0,3                   | 12.926                | 0,1                   |
| Armenen              | 1.751                 | 0,0                   | 2.362                 | 0,0                   | 2.751                 | 0,0                   | 4.933                 | 0,1                   | 10.200                | 0,1                   | 8.512                 | 0,1                   |
| Tataren              | 8.650                 | 0,1                   | 9.992                 | 0,1                   | 10.851                | 0,1                   | 12.436                | 0,1                   | 10.100                | 0,1                   | 7.316                 | 0,1                   |
| Roma/zigeuners       | 4.662                 | 0,1                   | 6.843                 | 0,1                   | 8.408                 | 0,1                   | 10.762                | 0,1                   | 9.900                 | 0,1                   | 7.316                 | 0,1                   |
| Azeri                | 1.402                 | 0,0                   | 1.335                 | 0,0                   | 2.654                 | 0,0                   | 5.009                 | 0,1                   | 6.300                 | 0,1                   | 5.567                 | 0,1                   |
| Litouwers            | 8.363                 | 0,1                   | 8.092                 | 0,1                   | 6.993                 | 0,1                   | 7.606                 | 0,1                   | 6.400                 | 0,1                   | 5.087                 | 0,1                   |
| overige groeperingen | 16.666                | 0,2                   | 24.493                | 0,3                   | 29.183                | 0,3                   | 43.635                | 0,4                   | 41.200                | 0,4                   | 261.712               | 2,8                   |
| Totale bevolking     | 8.054.648             | 8.054.648             | 9.002.338             | 9.002.338             | 9.532.516             | 9.532.516             | 10.151.806            | 10.151.806            | 10.045.200            | 10.045.200            | 9.503.807             | 9.503.807             |

#### Joodse gemeenschap
Lange tijd had Wit-Rusland een van de grootste Joodse gemeenschappen in Europa. In 1897 werden er ongeveer 720.000 Joden in Wit-Rusland (en Oost-Polen) geteld, oftewel 13,6% van de totale bevolking van de regio. Joden waren tot de eerste helft van de twintigste eeuw de op twee na grootste etnische groep in Wit-Rusland, en in sommige steden en dorpen vormden ze meer dan 40% van de bevolking. De bevolking van steden zoals Minsk, Pinsk, Mogilev, Bobruisk, Vitebsk en Gomel was merendeels Joods. Gedurende de Holocaust kwam 90% van de Wit-Russische Joden om het leven. Na de val van het communisme hebben de meeste Joden Wit-Rusland verlaten voor Israël, de Verenigde Staten of Duitsland. De overgebleven Joden zijn grotendeels geassimileerd in de Wit-Russische samenleving en weinig praktiserend. In de laatste volkstelling van 2009 werden er 12.926 etnische Joden geregistreerd.

### Officiële talen

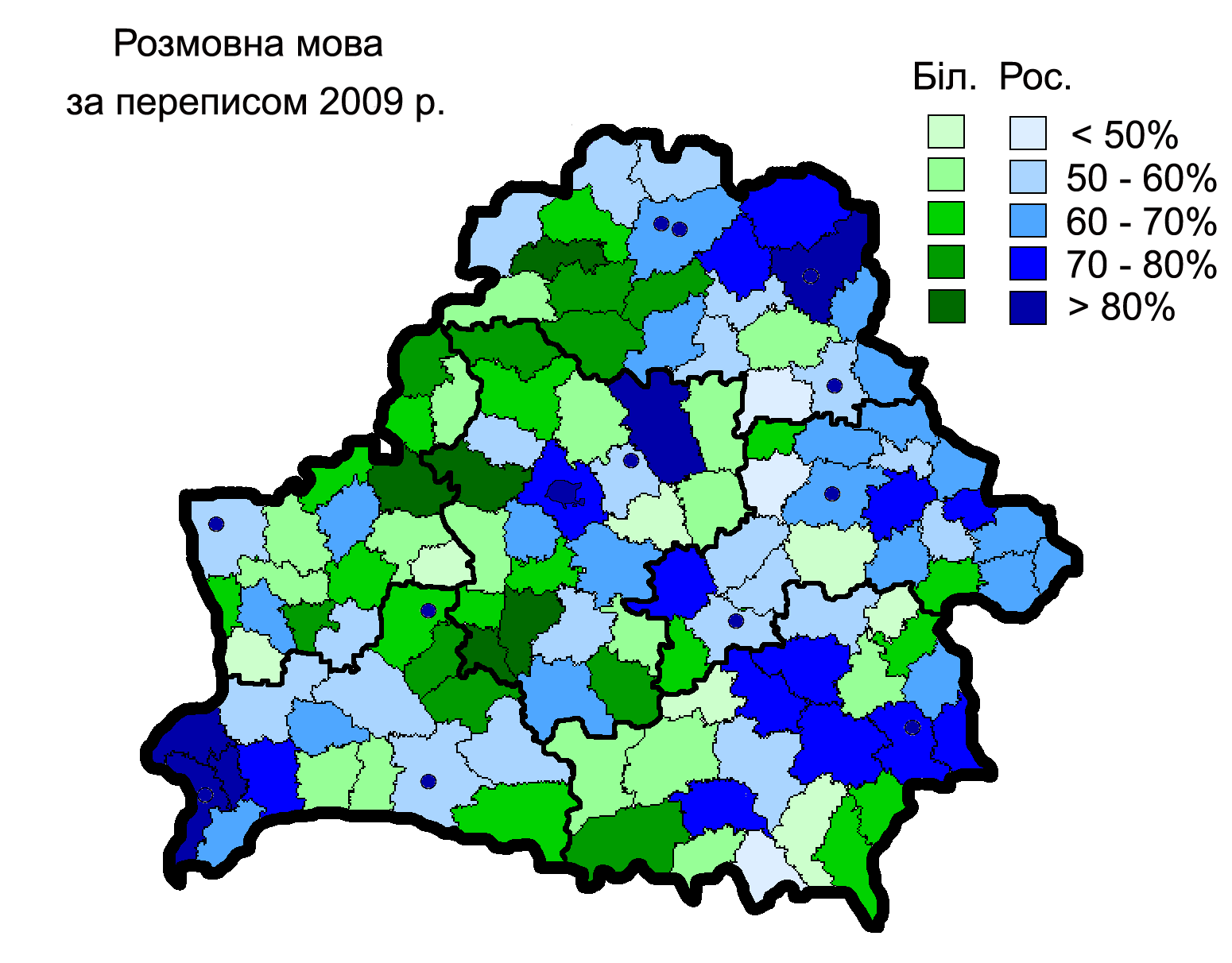
Meest gesproken thuistaal (in %)
Groen: Wit-Russisch
Blauw: Russisch

De officiële talen in Wit-Rusland zijn het Wit-Russisch en het Russisch. Ongeveer 70% spreekt in het dagelijks leven Russisch, terwijl slechts 23% Wit-Russisch spreekt.

### Religie
Wit-Russisch-orthodox en Russisch-orthodox 80 %, katholieken 7 % (westerse en oosterse ritus), protestanten ca. 2,7 %, joden en moslims.

## Bezienswaardigheden
- Woud van Białowieża, een van de vier nationale parken
- Kasteel Mir
- Kasteel van Njasvizj, architectonisch, residentieel en cultureel complex van de familie Radziwill in Njasvizj
- Geodetische boog van Struve

## Economie

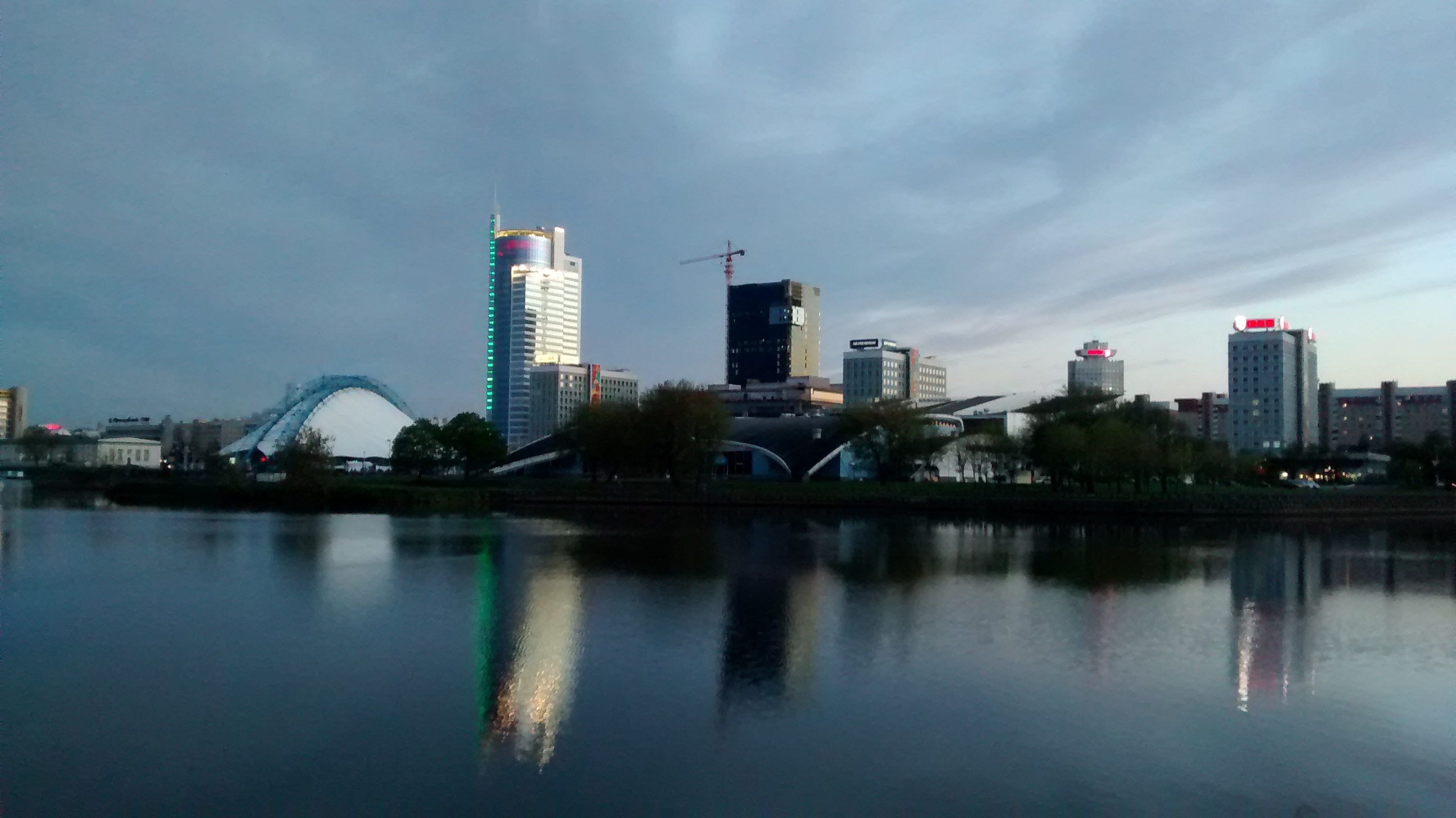
Minsk, het financiële centrum van Wit-Rusland

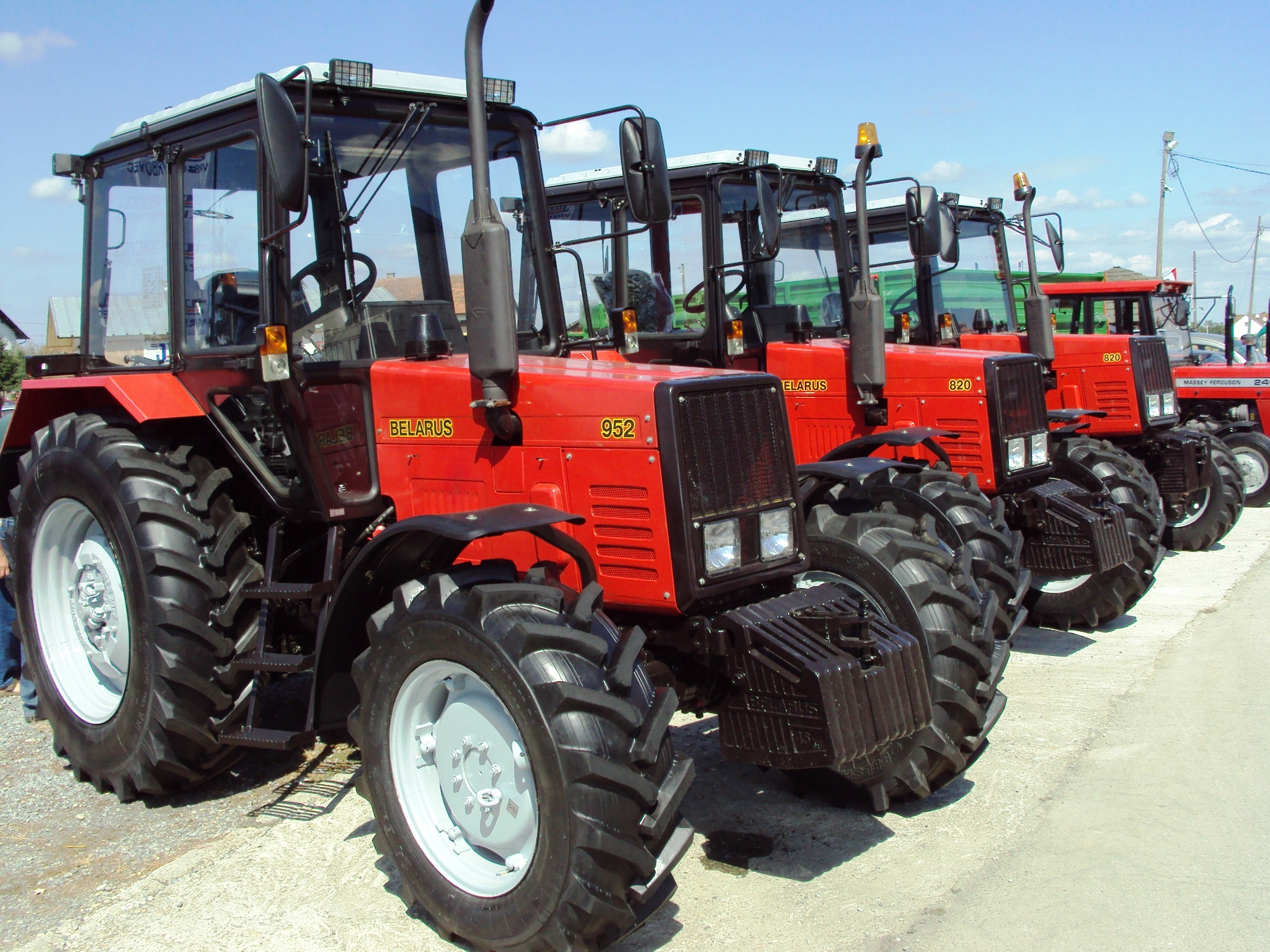
Het tractormerk Belarus wordt in Wit-Rusland geproduceerd.

Wit-Rusland deed als enig ex-Sovjetland niet aan schoktherapie, maar de economie had desondanks zwaar te lijden na het uiteenvallen van de Sovjet-Unie. De economische activiteit kelderde met zo'n 30% in de periode 1993 tot en met 1995 en de inflatie liep heel sterk op. Het duurde tot 2005 voordat de inflatie weer onder de 25% op jaarbasis was uitgekomen. In de vijf jaren van 2004 tot en met 2008 lag de jaarlijkse economische groei rond de 10% op jaarbasis al kampte de overheid wel met grote begrotingstekorten. Na 2011 stagneerde de economie en het bruto binnenlands product, ook per hoofd van de bevolking, is per saldo licht gedaald tot en met 2018.
Wit-Rusland is economisch sterk afhankelijk van handel met Rusland. Rusland levert voordelig aardolie; daarvoor in ruil kunnen de Russen gratis gebruikmaken van pijpleidingen onder de Wit-Russische bodem (zie ook Wit-Russisch-Russisch gasconflict). De Wit-Russische economie is nog sterk op de communistische leest geschoeid met een groot aantal staatsbedrijven en strenge regelingen. De werkloosheid is laag en schommelt rond tussen de 2% en 3%.
| Jaar | BBP (in miljarden US$) | BBP per hoofd (in US$) | BBP per hoofd (in US$, PPP) | Reële groei (% mut JoJ) | Inflatie (% mut JoJ) | Saldo overheids- begroting (in % BBP) | Bruto staatsschuld (in % BBP) | Saldo lopende rekening (in % BBP) |
| ---- | ---------------------- | ---------------------- | --------------------------- | ----------------------- | -------------------- | ------------------------------------- | ----------------------------- | --------------------------------- |
| 1995 | 10,2                   | 1000                   | 3858                        | -11,1%                  | 709%                 |                                       |                               | -4,5%                             |
| 2000 | 12,8                   | 1277                   | 5797                        | 5,8%                    | 169%                 |                                       |                               | -3,6%                             |
| 2005 | 30,2                   | 3116                   | 9618                        | 9,4%                    | 10,3%                | -6,6%                                 | 8,4%                          | 1,5%                              |
| 2010 | 57,2                   | 6023                   | 15.355                      | 7,8%                    | 7,7%                 | -3,0%                                 | 36,8%                         | -14,5%                            |
| 2015 | 56,3                   | 5941                   | 18.111                      | -3,8%                   | 13,5%                | -1,3%                                 | 53,0%                         | -3,3%                             |
| 2020 | 60,2                   | 6398                   | 20.170                      | -0,9%                   | 5,5%                 | -2,9%                                 | 48,0%                         | -0,4%                             |

- Munteenheid: 1 Wit-Russische roebel (BYN) = 100 kopeken; koers 1 januari 2021: 1 BYN = euro 0,311; 1 euro = 3,207 BYN
- BNP: US$ 63,2 miljard (2019) (dit is US$19.150 per persoon, in dollars van 2010)
- groei BNP: 1,2% (2019)
- Export: US$28,5 miljard (2017) waarvan: chemie- en aardolieproducten (US$5,34 miljard), kalimeststoffen (US$2,27 miljard), vrachtwagens (US$1,04 miljard), kaas (US$797 miljoen) en tractoren (US$614 miljoen).
- Grootste exportpartners: Rusland (US$12,5 miljard), Oekraïne (US$3,39 miljard), Verenigd Koninkrijk (US$2,38 miljard), Duitsland (US$1,12 miljard) en Nederland (US$1,11 miljard).
- Import: US$33 miljard (2017), waarvan: ruwe aardolie (US$5,32 miljard), aardgas (US$2,79 miljard), geraffineerd olieproducten (US$1,08 miljard), auto's (US$549 miljoen) en geneesmiddelen (US$455 miljoen).
- Importpartners: Rusland (US$18,5 miljard), China (US$2,59 miljard), Duitsland (US$1,72 miljard), Polen (US$1,41 miljard) en Oekraïne (US$1,18 miljard).

Op economisch vlak wordt Wit-Rusland gekenmerkt door het voortbestaan van grote staatslandbouwbedrijven, hoewel een vrijgave van de marktsector voorzichtig aangevat werd met ondersteuning uit Moskou. Wit-Rusland is minder sterk getroffen door de crisis van 2008-2009 dan de buren Rusland, Oekraïne en Letland en is momenteel welvarender dan de eerste twee landen. Het verschil met Oekraïne bestaat al jaren, maar de hogere levensstandaard ten opzichte van Rusland is een recent verschijnsel.
Wit-Rusland is een corrupt land. In 2019 stond het land op de 66e plaats van de in totaal 180 landen die Transparency International in kaart heeft gebracht.

### Energie
Wit-Rusland is voor zijn energie sterk afhankelijk van Rusland. Na het gasconflict in 2004 besloot de Wit-Russische regering de afhankelijkheid van Russische aardgas terug te dringen door de bouw van een steenkoolgestookte elektriciteitscentrale en een kernenergiecentrale. Verder werden kleinere projecten opgestart op basis van windenergie en waterkrachtcentrales. Als deze plannen volledig ten uitvoer zijn gebracht, zou de afhankelijkheid van het Russische aardgas afnemen van 80% in 2009 naar 55% in 2020. Het grootste project is de bouw van de kernenergiecentrale Wit-Rusland op 23 kilometer van de grens met Litouwen bij de plaats Ostrovets. Het Russische Atomstrojeksport is in 2013 gestart met de bouw van de centrale met een totaal vermogen van 2400 megawatt, verdeeld over twee VVER-reactoren. In november 2018 zou de eerste reactor in bedrijf worden genomen en medio 2020 de tweede, als alles volgens plan verliep.